# Большой труд
Большой труд (англ. Big labor, иногда пишется как Большой Труд) — термин, используемый для описания крупных организованных профсоюзов, в частности, в США.
Термин почти всегда используется в негативном, уничижительном или ироническом смысле; члены профсоюзов почти никогда не могут сказать, что они гордятся тем, что они часть «большого труда», предпочитая термин «организованный труд» (Organized labor), и, наоборот, консервативные и правые либертарианские критики профсоюзов одинаково не любят «организованный труд» и почти всегда используют термин «большой труд» — как правило, в сочетании с не менее насмешливым эпитетом «большое правительство», изображая их как двойное зло, или одно, как прислугу другого.
Термин «большой труд» в США в особенности применим к АФТ-КПП и её союзам; мелкие, независимые профсоюзы имеют меньше шансов быть определены их оппонентами и критиками как представители «большого труда», хотя и не избавлены от них. В связи с этим термином часто используется термин «неокорпоративизм», чтобы описать трёхстороннее соглашение между правительством, профсоюзами и крупным бизнесом.